# Autoestrada A8
L' Autoestrada A8 o Autopista Occidental és una autopista portuguesa que travessa Extremadura i connecta la regió de l'Àrea Metropolitana de Lisboa amb les regions de l'Oest i la Regió de Leiria al centre de Portugal, amb una longitud total de 135,8 km.
Discorre en orientació sud-nord i forma part de la segona connexió d'autopista entre Lisboa i Porto. No obstant això, mentre que l'A1 segueix un recorregut per l'interior, primer pel riu Tajo i després a l'est de les serres d'Aire i Candeeiros, l'A8 es desenvolupa per la comarca occidental, travessant diverses ciutats i pobles en una zona de gran desenvolupament i servint d'eix estructural i connexió amb les capitals de districte.
L'A8 es va construir en diverses fases; alguns trams d'aquesta autopista van ser construïts com a part de l'IC1, una autopista semblant a una autopista, i van ser rebatejats com a A8 a finals de la dècada de 1990. El primer tram de la carretera de l'Oest es va inaugurar el 1984, entre Olival Basto i Frielas, i el traçat original de l'EN8 va ser desclassificat a favor d'aquest. El 1991, ja amb una numeració separada (A8), l'autopista es va estendre fins a Venda do Pinheiro/Malveira i el 1996 va arribar a Torres Vedras. No obstant això, el 1993 es va obrir una circumval·lació a Bombarral, integrada a l'IC1, evitant el pas d'aquest poble. El 1995 es van inaugurar els trams Torres Vedras (sud)-Torres Vedras (nord) i Bombarral (nord)-Caldas da Rainha-Tornada, i aquests també van assumir la classificació de l'Itinerari Complementari en el qual s'insereix la major part de l'A8, l'IC1. El 1997 la variant de Torres Vedras va passar a anomenar-se A8 i amb la finalització del tram entre Torres Vedras i Bombarral, Aquesta designació es va assumir per a tota la ruta construïda fins llavors. L'autopista va arribar a Leiria el 2002 i l'últim tram (la connexió amb l'A1) es va obrir el 2011.
Aquesta autopista està actualment cedida a dues empreses: la gran majoria de l'A8 (132 km), entre Lisboa i Leiria (IC2), està concessionada a l'empresa Auto-estradas do Atlântico. El tram final de 6 km, entre Leiria (IC2) i Leiria (A1), està en concessió a l'empresa Auto-estradas do Litoral Oeste. La major part de l'A8 és de peatge, però hi ha dos trams sense impostos: entre Lisboa i Loures (7 km) i entre Bombarral i Caldas da Rainha (zona industrial) (21 km). Als trams Torres Vedras Sul–Torres Vedras Norte (6 km) i Caldas da Rainha (polígon industrial)–Tornada (4 km), el trànsit local no paga peatges.